# Abonyi Sándor
Abonyi Sándor [1899-ig Altschul] (Földeák, 1881. május 6. – Budapest, 1930. október 21.) magyar zoológus, a Magyar Királyi Állatorvosi Főiskola nyilvános rendkívüli tanára, az állattan és a szövettan tantárgy oktatója, számos tengeri halfaj és ízeltlábú állatcsoport kutatója.

## Élete
A Csongrád vármegyei Földeákon született 1881-ben, apja (eredetileg Altschul Eduárd, élt 1841–1915) a Návayak uradalmában gazdatiszt és állatorvos volt. Édesanyja Juhász Mária, Hódmezővásárhely polgármesterének, Juhász Mihálynak volt a leánya. Kilenc testvér közül ő volt a legidősebb. Húgai pedagógusi pályát választottak, legifjabb öccse, Abonyi Lajos állatorvos, kinológus, az Állatorvosi Főiskola adjunktusa lett. 
1899-ben iratkozott be a budapesti tudományegyetem bölcsészeti karára, ahol már 1901-ben, tehát még hallgató korában megbízott tanársegédi kinevezést kapott az egyetem állattani intézetében. Ettől kezdve több mint egy évtizeden keresztül tevékenykedett az intézet második, majd első tanársegédjeként, id. Entz Géza professzor mellett. Ugyancsak 1901-ben bízta meg a Bölcsészeti Kar a házi méhek bélrendszerének szövettani és élettani vizsgálatával; dolgozatát 1903-ban Margó-díjjal tüntették ki, majd a következő évben ugyanezen dolgozat alapján bölcsészdoktorrá is avatták.
1906-ban középiskolai tanári oklevelet szerzett, 1911-ben pedig magántanárrá habilitálta a Magyar Királyi Állatorvosi Főiskola, állattan tantárgyból, ettől kezdve élete végéig az állattan és a szövettan oktatásában tevékenykedett. Közben, 1908-ban a vallás- és közoktatásügyi miniszter támogatásával négy hónapot a nápolyi zoológiai állomáson is eltölthetett, ahol főleg a tengeri halak bélrendszerének szövettanát kutatta.
1914 őszén, tartalékos honvéd hadnagyként súlyos sebesülést szerzett a galíciai fronton, és fogságba is esett; a Nyizsnyij Novgorodban, illetve Szibériában, a japán határ közelében letöltött fogságából csak 1920-ban került haza. Hazatérve az ő feladata lett a megszüntetésre ítélt állattani intézet feloszlatása, ezt követően nem sokkal később a pécsi Erzsébet Tudományegyetem adjunktusa és szövettani gyakorlatvezetője lett.
1921-ben a Pázmány Péter Tudományegyetem Bölcsészettudományi Karán állatszövettanból magántanári képesítést nyert, 1924-ben pedig nyilvános rendkívüli tanári címet kapott. Több évig volt a székesfővárosi Pedagógiai Szemináriumban az állattan előadója – e minőségben laboratóriumot és gyűjteményt is berendezett az intézményben –, és tanított gazdasági állattant is, a Pázmány Péter Tudományegyetem Közgazdaságtudományi Karán.
Amikor egyesítették és Szegedre helyezték át a két budapesti polgári iskolai tanárképző főiskolát, rá hárult a költözködés és az újjászervezés feladata. Szervezete azonban nem bírta a sok utazgatással és áldozatvállalással járó életmódot, ezért inkább az Állatorvosi Főiskola szövettani laboratóriumában keresett és talált nyugodt munkahelyet. Egészségi állapota azonban fokozatosan romlott, mígnem 1930. október 21-én, 50 éves korában befejezte tevékeny életét.

## Tudományos munkássága
Bár Abonyi Sándornak nem adatott meg, hogy hosszú, megszakítás nélküli évekig állandó munkahelye legyen, emiatt nagyobb léptékű kutatási programot nem tudott megvalósítani, tudományos munkássága ettől függetlenül nem volt tervszerűtlen. Szövettani dolgozatai közül kiemelkedik A házi méh (Apis mellifica L.) bélcsövének alak- és élettani leírása című doktori értekezése, továbbá az Adatok a tengeri csontos halak bélcsatornájának szövettanához, Az Amphibia-lárvák úszóvitorlájának kifejlődéséről, A sejt átörökítő alkotórészeiről, A csontszövet mechanomorphosisáról című dolgozatai. Állattani tanulmányai közül említést érdemelnek a levéllábú rákok fejlődésével és rendszertanával foglalkozó művei, de vannak élettani, szisztematikai és egyéb tárgyú munkái is. Sokat kísérletezett a selyemhernyó mesterséges táplálásával, és számos népszerű, ismeretterjesztő írása is megjelent különféle folyóiratokban, például az állatok biokémiai rokonságáról, a tengeri állatok ivadékgondozásáról, vagy a mozgófényképes ﬁlm sztereoszkópos vetítéséről. Jelentős eredményeket ért el az oktató-nevelő munka, elsősorban a tanárképzés terén is, irányításával több állatorvos-doktori értekezés is készült.